# إغوانة جزيرة يوكاتان
إغوانة جزيرة يوكاتان (الاسم العلمي: Ctenosaura defensor) (بالإنجليزية: Yucatán spinytail iguana)‏ هي نوع من الزواحف تتبع جنس الإغوانة شائكة الذيل من الفصيلة الإغوانية.